# Anna Smolik

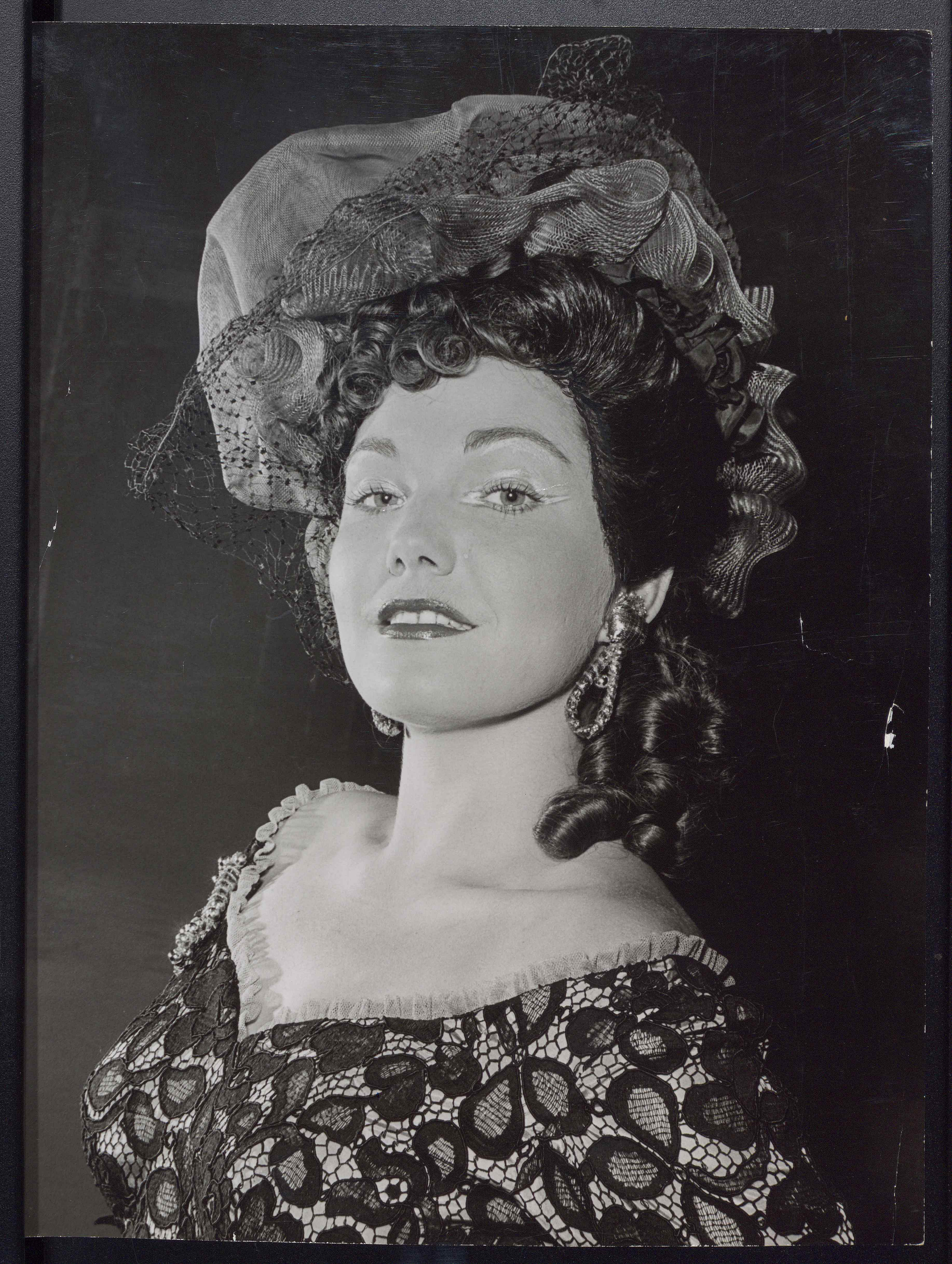
Anna Smolik in Moral von Ludwig Thoma am Badischen Staatstheater Karlsruhe (Premiere 1954)

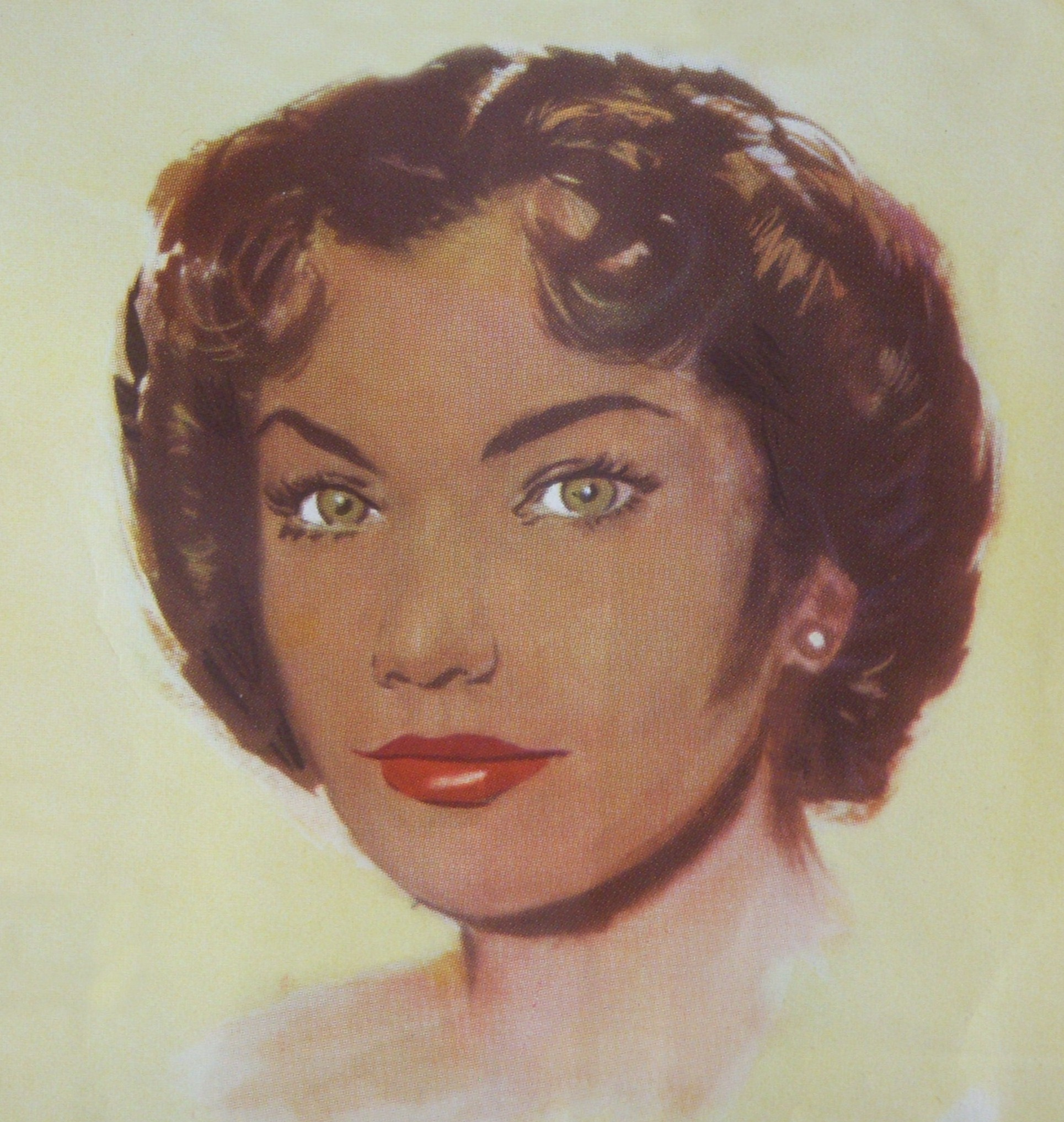
Smolik auf einem Filmplakat von Helmuth Ellgaard, 1959

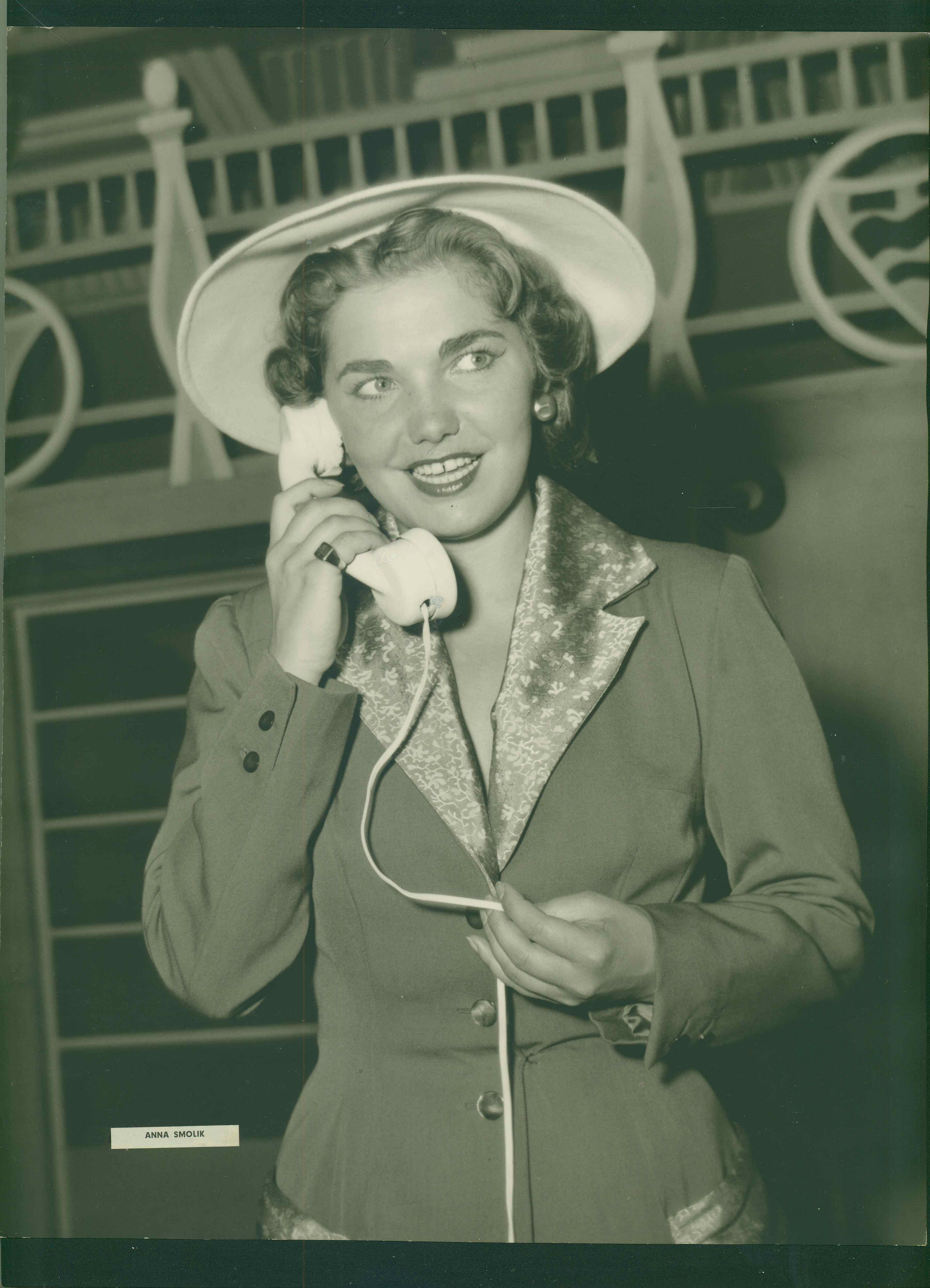
Smolik in Meine Schwester und ich am Badischen Staatstheater

Anna Smolik (* 3. Oktober 1928 in Wien) ist eine österreichische, ehemalige Schauspielerin.

## Leben
Anna Smolik absolvierte ihre Schauspielausbildung bei Maria Eis und Gisela Wilke. Parallel dazu nahm sie Ballettunterricht. Ab 1945 trat sie am Landestheater in Linz und am Wiener Burgtheater auf. Später führten sie Engagements nach Innsbruck (Tiroler Landestheater), Baden-Baden (Theater Baden-Baden), Karlsruhe (Badisches Staatstheater) und Köln (Bühnen der Stadt Köln). 1964 spielte sie bei den Salzburger Festspielen in dem Stück Jedermann die Buhlschaft. Neben ihrer Theatertätigkeit nahm sie gelegentlich auch Angebote beim Film und beim Fernsehen an. So war sie 1959 in dem in Norwegen gedrehten Heimatfilm Und ewig singen die Wälder als verwöhnte und hochnäsige Aristokratentochter Elisabeth von Gall zu sehen.
1964 heiratete sie den Schauspieler Benno Hoffmann (1919–2005), mit dem sie in der dreiteiligen Krimiserie Die Schlüssel auftrat. Anfang der 1970er Jahre zog sie sich ins Privatleben zurück.

## Filmographie
- 1955: Zwischen den Zügen (Fernsehfilm)
- 1957: Eurydice (Fernsehfilm)
- 1959: Und ewig singen die Wälder – Österreich
- 1959: Der König ist tot (Fernsehfilm)
- 1960: Paris, 20. Juli (Fernsehfilm)
- 1961: Der Teufel spielte Balalaika – Frankreich/Deutschland
- 1965: Die Schlüssel (Durbridge-Dreiteiler)
- 1965: Nora oder ein Puppenheim (Fernsehfilm)
- 1968: Der Fall Wera Sassulitsch (Fernsehfilm)
- 1969: Nennen Sie mich Alex (Fernsehfilm)
- 1969: Sie schreiben mit (Fernsehserie); Folge: Der goldene Kompass
- 1970: Hamburg Transit – 35 Minuten Verspätung
- 1970: Der Fall Sorge (Fernsehfilm)
- 1970: Der Kurier der Kaiserin (Fernsehserie); Folge: Die Sache mit Palapolo
- 1971: Hamburg Transit (Fernsehserie); Folge: 35 Minuten Verspätung
- 1983: 4 Hoffmanns und 5 Cupovics (Fernsehserie)

## Theaterauftritte (Auswahl)
- 1954: Die Wildente, Badisches Staatstheater Karlsruhe
- 1955: Staatsaffären, Badisches Staatstheater Karlsruhe
- 1956–57: Fuhrmann Henschel, Badisches Staatstheater Karlsruhe
- 1963: Die lustigen Weiber von Windsor nach William Shakespeare, Hannover-Herrenhausen, Heckentheater
- 1964: Jedermann nach Hugo von Hofmannsthal, Salzburger Festspiele

## Hörspiele
- 6. November 1956: Berta Garlan nach Arthur Schnitzler; Regie: Max Ophüls - Produktion : SWF
- 16. Januar 1960: Maigret und die Bohnenstange nach Georges Simenon; Bearbeitung und Regie: Gert Westphal - Produktion: SWF